# Remo nos Jogos Olímpicos de Verão de 2008 - Skiff duplo masculino
As competições da classe skiff duplo masculino (barcos com dois tripulantes, em que cada tripulante segura duas pás) do remo nos Jogos Olímpicos de Verão de 2008 foram realizadas entre os dias 9 e 16 de agosto. Os eventos foram disputados no Parque Olímpico Shunyi.

## Medalhistas
| Ouro   | AUS David Crawshay e Scott Brennan    |
| Prata  | EST Tõnu Endrekson e Jüri Jaanson     |
| Bronze | GBR Matthew Wells e Stephan Rowbotham |

## Resultados

### Eliminatórias
Regras de classificação: 1-3→SA/B, 4..→R

#### Eliminatória 1
| Pos. | Atletas                                 | País               | Tempo   |      |
| ---- | --------------------------------------- | ------------------ | ------- | ---- |
| 1    | Rob Waddell, Nathan Cohen               | NZL Nova Zelândia  | 6:24.32 | SA/B |
| 2    | Dzianis Mihal, Stanislau Shcharbachenia | BLR Bielorrússia   | 6:27.18 | SA/B |
| 3    | Clemens Wenzel, Karsten Brodowski       | GER Alemanha       | 6:29.60 | SA/B |
| 4    | Bart Poelvoorde, Christophe Raes        | BEL Bélgica        | 6:31.84 | R    |
| 5    | Wes Piermarini, Elliot Hovey            | USA Estados Unidos | 6:39.37 | R    |

#### Eliminatória 2
| Pos. | Atletas                           | País             | Tempo   |      |
| ---- | --------------------------------- | ---------------- | ------- | ---- |
| 1    | Matthew Wells, Stephen Rowbotham  | GBR Grã-Bretanha | 6:26.33 | SA/B |
| 2    | Ante Kušurin, Mario Vekić         | CRO Croácia      | 6:27.38 | SA/B |
| 3    | Tõnu Endrekson, Jüri Jaanson      | EST Estônia      | 6:27.95 | SA/B |
| 4    | Alexander Kornilov, Alexey Svirin | RUS Rússia       | 6:44.46 | R    |
| 5    | Haidar Nozad, Hussein Jebur       | IRQ Iraque       | 7:00:46 | R    |

#### Eliminatória 3
| Pos. | Atletas                             | País          | Tempo   |      |     |
| ---- | ----------------------------------- | ------------- | ------- | ---- | --- |
| 1    | David Crawshay, Scott Brennan       | AUS Austrália | 6:21.39 | SA/B |     |
| 2    | Jean-Baptiste Macquet, Adrien Hardy | FRA França    | 6:21.92 | SA/B |     |
| 3    | Luka Špik, Iztok Čop                | SLO Eslovênia | 6:39.49 | SA/B |     |
| 4    | Martin Yanakiev, Ivo Yanakiev       | BUL Bulgária  | 6:45.03 | R    |     |
| 5    | Su Hui, Zhang Liang                 | CHN China     | DSQ     | DSQ  | DSQ |

### Repescagem
Regras de classificação: 1-3→SA/B, 4..→FC
| Pos. | Atletas                           | País               | Tempo   |      |
| ---- | --------------------------------- | ------------------ | ------- | ---- |
| 1    | Alexander Kornilov, Alexey Svirin | RUS Rússia         | 6:23.52 | SA/B |
| 2    | Bart Poelvoorde, Christophe Raes  | BEL Bélgica        | 6:24.01 | SA/B |
| 3    | Martin Yanakiev, Ivo Yanakiev     | BUL Bulgária       | 6:24.70 | SA/B |
| 4    | Wes Piermarini, Elliot Hovey      | USA Estados Unidos | 6:26.05 | FC   |
| 5    | Haidar Nozad, Hussein Jebur       | IRQ Iraque         | 6:52.71 | FC   |

### Semifinais A/B
Regras de classificação: 1-3→FA, 4..→FB

#### Semifinal A/B 1
| Pos. | Atletas                           | País              | Tempo   |    |
| ---- | --------------------------------- | ----------------- | ------- | -- |
| 1    | David Crawshay, Scott Brennan     | AUS Austrália     | 6:21.50 | FA |
| 2    | Luka Špik, Iztok Čop              | SLO Eslovênia     | 6:23.81 | FA |
| 3    | Rob Waddell, Nathan Cohen         | NZL Nova Zelândia | 6:24.16 | FA |
| 4    | Ante Kušurin, Mario Vekić         | CRO Croácia       | 6:24.89 | FB |
| 5    | Bart Poelvoorde, Christophe Raes  | BEL Bélgica       | 6:26.91 | FB |
| 6    | Clemens Wenzel, Karsten Brodowski | GER Alemanha      | 6:28.46 | FB |

#### Semifinal A/B 2
| Pos. | Atletas                                 | País             | Tempo   |    |
| ---- | --------------------------------------- | ---------------- | ------- | -- |
| 1    | Jean-Baptiste Macquet, Adrien Hardy     | FRA França       | 6:18.86 | FA |
| 2    | Tõnu Endrekson, Jüri Jaanson            | EST Estônia      | 6:21.11 | FA |
| 3    | Matthew Wells, Stephen Rowbotham        | GBR Grã-Bretanha | 6:21.15 | FA |
| 4    | Martin Yanakiev, Ivo Yanakiev           | BUL Bulgária     | 6:26.62 | FB |
| 5    | lexander Kornilov, Alexey Svirin        | RUS Rússia       | 6:27.75 | FB |
| 6    | Dzianis Mihal, Stanislau Shcharbachenia | BLR Bielorrússia | 6:32.76 | FB |

### Finais

#### Final C
| Pos. | Atletas                      | País               | Tempo   |
| ---- | ---------------------------- | ------------------ | ------- |
| 1    | Wes Piermarini, Elliot Hovey | USA Estados Unidos | 6:33.15 |
| 2    | Haidar Nozad, Hussein Jebur  | IRQ Iraque         | 6:52.02 |

#### Final B
| Pos. | Atletas                                 | País             | Tempo   |
| ---- | --------------------------------------- | ---------------- | ------- |
| 1    | Dzianis Mihal, Stanislau Shcharbachenia | BLR Bielorrússia | 6:34.39 |
| 2    | Bart Poelvoorde, Christophe Raes        | BEL Bélgica      | 6:35.55 |
| 3    | Clemens Wenzel, Karsten Brodowski       | GER Alemanha     | 6:37.97 |
| 4    | Martin Yanakiev, Ivo Yanakiev           | BUL Bulgária     | 6:45.91 |
| 5    | Alexander Kornilov, Alexey Svirin       | RUS Rússia       | 6:49.84 |
|      | Ante Kušurin, Mario Vekić               | CRO Croácia      | DNS     |

#### Final A
| Pos. | Atletas                             | País              | Tempo   |
| ---- | ----------------------------------- | ----------------- | ------- |
|      | David Crawshay, Scott Brennan       | AUS Austrália     | 6:27.77 |
|      | Tõnu Endrekson, Jüri Jaanson        | EST Estônia       | 6:29.05 |
|      | Matthew Wells, Stephen Rowbotham    | GBR Grã-Bretanha  | 6:29.10 |
| 4    | Rob Waddell, Nathan Cohen           | NZL Nova Zelândia | 6:30.79 |
| 5    | Jean-Baptiste Macquet, Adrien Hardy | FRA França        | 6:33.36 |
| 6    | Luka Špik, Iztok Čop                | SLO Eslovênia     | 6:33.96 |

Legenda
| Recorde mundial      | Recorde mundial (World record)               |                       | Recorde africano                      | Recorde africano (African) |                                           | Q | Classificado por posição (Qualified) |
| Recorde olímpico     | Recorde olímpico (Olympic record)            | Recorde da América    | Recorde da América (Americas)         | q                          | Classificado por melhor tempo (Qualified) |   |                                      |
| Melhor marca do ano  | Melhor marca do ano (World leading)          | Recorde asiático      | Recorde asiático (Asian)              | DNS                        | Não largou (Did not start)                |   |                                      |
| Recorde nacional     | Recorde nacional (National record)           | Recorde europeu       | Recorde europeu (European)            | DNF                        | Não terminou (Did not finish)             |   |                                      |
| Recorde pessoal      | Recorde pessoal do atleta (Personal best)    | Recorde da Oceania    | Recorde da Oceania (Oceania)          | DSQ / DQ                   | Desclassificado (Disqualified)            |   |                                      |
| Recorde da temporada | Recorde da temporada do atleta (Season best) | Recorde sul-americano | Recorde sul-americano (South America) | NM                         | Sem marca (No mark)                       |   |                                      |

### Remo
| S | Classificado(a) para as semifinais |    |                        | FA | Final A (disputa de medalhas) |  |  | FD | Final D (sem medalhas) |
| Q | Classificado(a) para as quartas    | FB | Final B (sem medalhas) | FE | Final E (sem medalhas)        |  |  |    |                        |
| R | Classificado(a) para a repescagem  | FC | Final C (sem medalhas) | FF | Final F (sem medalhas)        |  |  |    |                        |